# Sylvie Abélanet
Sylvie Abélanet, née le 14 décembre 1962 à Fontenay-sous-Bois, est une artiste peintre-graveur française.

## Biographie
Sylvie Abélanet suit, dans un premier temps, la formation de l'École d'horticulture de Montreuil avant de rejoindre l'École supérieure des arts appliqués Duperré de 1979 à 1985, où elle obtient un diplôme option textile puis un diplôme option surface.
Dans un souci de transmission, elle fonde en 1994 l'atelier municipal d'arts plastiques Pierre-Soulages de Charenton-le-Pont, qu'elle dirige toujours en 2018. Elle fait partie de l'atelier Torben Bo Halbirk, de 2002 à 2007, où elle rencontre un grand nombre d'artistes graveurs de toutes origines géographiques qui enrichissent ses connaissances en matière de gravure.
Elle voyage et participe à des symposiums et de nombreuses expositions en France et à l'étranger. 
En 2008, elle crée son propre atelier de gravure à Charenton.

## Quelques œuvres

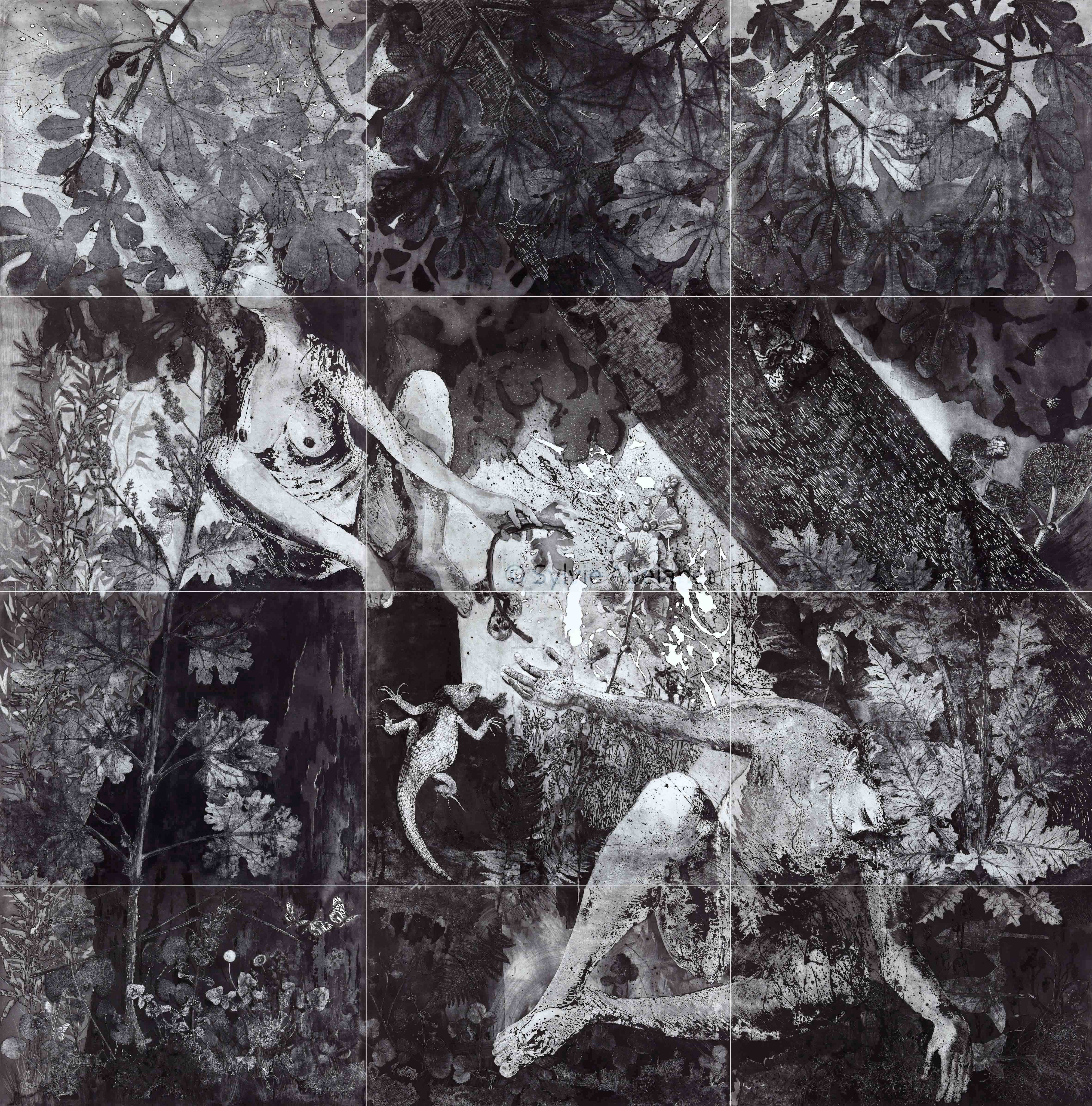
Le Paradis en morceaux (2011-2013).

- Première suite de La Quête des oiseaux, gravures à l'eau-forte (aquatinte et vernis mou) sur zinc
- Seconde suite de La Quête des oiseaux, gravures à l'eau-forte (aquatinte et vernis mou) sur cuivre
- Le Paradis en morceaux, estampe de 3 mx 3,20 m, 2011-2013 - Médaille d'or de la ville de Saint-Maurice au salon de 2014 - Exposé à l'église Saint-Eustache de Paris en 2014-2015
- Le Dormeur du val, estampe 2003
- Ophélie, sur l'onde calme', estampe 2006
- La Promesse de l'ange, estampe 2008
- Châteaux en Espagne, estampe 2003[5]
- Gravure poésie : Sept artistes sept poèmes, éditions de l'atelier Torben Bo Halbirk, 2007, tirage 40 exemplaires[6], gravures de Stanislav Marijanovic, Sylvie Karier, Khoa Pham, Juan-Luis Bunuel, Sylvie Abélanet, Pablo Flaiszman, Bo Halbirk, poèmes de Dubravko Marijanovic, Joseph Paul Schneider, Ryōkan, Charles Baudelaire, Atahualpa Yupanqui et Jacques Prévert

## Collections et commandes publiques
- Fontaine et aménagement de la place Henry-Dunant à Créteil, 1986
- Mosaïque de l'école du Champs des alouettes à Charenton-le-Pont, 1987 - Médaille d’argent de la ville
- Gravure en taille d'épargne Artichauts à la Grimod de La Reynière, estampe 2008, musée Alexandre-Dumas de Villers-Cotterêts[7]
- Fonds Bibliothèque nationale de France - département des estampes et de la photographie
- Livre de bibliophilie Le Cantique des oiseaux - Imprimerie nationale, 2019
- Prix de bibliophilie Jean Lurçat de l'Académie des Beaux-Arts 2019[8]
- Commande du Mobilier national dans le cadre des Aliénées, 2018[9],[10]

### Parutions et presse
- Sylvie Abélanet, œuvre gravé, éditions 400 pages, auteurs : Christine Kastner-Tardy, Christine Moissinac présidente du prix Gravix, David Mandrella, 2012
- Le Paradis en morceaux, éditions Dédir d'encre, auteurs : Jérôme Godeau, Jean-Marie Martin, Christine Moissinac, présidente du prix Gravix, 2013
- Le Cantique des oiseaux, éditions Qupé, auteurs : Bernadette Boustany, Jérôme Godeau, Christine Moissinac, 2018
- Les Nouvelles de l'estampe, no 244
- Art & Métiers du livre, no 297
- Les Nouvelles de l'estampe, « Petite folie à Charenton ou l'atelier de Sylvie Abélanet » de Maxime Préaud
- Art & Métiers du livre, Le Cantique des oiseaux de Marie Akar

### Filmographie
- Une journée dans l'atelier de Sylvie Abélanet, court métrage commandé par le ministère de la Culture et de la Communication dans le cadre de l'Entreprise à l’œuvre, 2014